# Estació d'Europa-Fira
|  | El títol d'aquest article és incorrecte a causa de limitacions tècniques. El títol correcte de l'article és Estació d'Europa \| Fira. |

Europa | Fira és una estació de la Línia Llobregat-Anoia de Ferrocarrils de la Generalitat de Catalunya i la línia 9 Sud del metro de Barcelona. Està situada sota la plaça Europa a l'Hospitalet de Llobregat.
L'estació de ferrocarrils pertanyent al bloc de línies L8, S3, S4, S8, S9, R5 i R6 de la Línia Llobregat-Anoia es va inaugurar el maig de 2007, com una nova estació entre les estacions d'Ildefons Cerdà i Gornal. El servei de metro de la línia 9 Sud entrà en funcionament en aquesta estació el 12 de febrer de 2016, tot i que la previsió inicial era obrir-la l'any 2007.

## Serveis ferroviaris
| Línia Llobregat-Anoia de FGC    |                |                     |                     |                                |
| Procedència/Destinació          | <              | Línia               | >                   | Procedència/Destinació         |
| Barcelona - Pl. Espanya         | Ildefons Cerdà |                     | Gornal              | Molí Nou \| Ciutat Cooperativa |
| Barcelona - Pl. Espanya         | Ildefons Cerdà | Can Ros             | Gornal              |                                |
| Barcelona - Pl. Espanya         | Ildefons Cerdà | Olesa de Montserrat | Gornal              |                                |
| Barcelona - Pl. Espanya         | Ildefons Cerdà | Martorell Enllaç    | Gornal              |                                |
| Barcelona - Pl. Espanya         | Ildefons Cerdà | Quatre Camins       | Gornal              |                                |
| Barcelona - Pl. Espanya         | Ildefons Cerdà | Manresa-Baixador    | Gornal              |                                |
| Barcelona - Pl. Espanya         | Ildefons Cerdà | Manresa-Baixador    | Gornal              |                                |
| Barcelona - Pl. Espanya         | Ildefons Cerdà | Igualada            | Gornal              |                                |
| Barcelona - Pl. Espanya         | Ildefons Cerdà | Igualada            | Gornal              |                                |
| Metro de Barcelona              |                |                     |                     |                                |
| Aeroport T1                     | Fira           |                     | Can Tries \| Gornal | Zona Universitària             |
| Projectat                       |                |                     |                     |                                |
| Aeroport T1                     | Fira           |                     | Can Tries \| Gornal | Can Zam                        |
| Font recorregut: PDI 2009-2018. |                |                     |                     |                                |

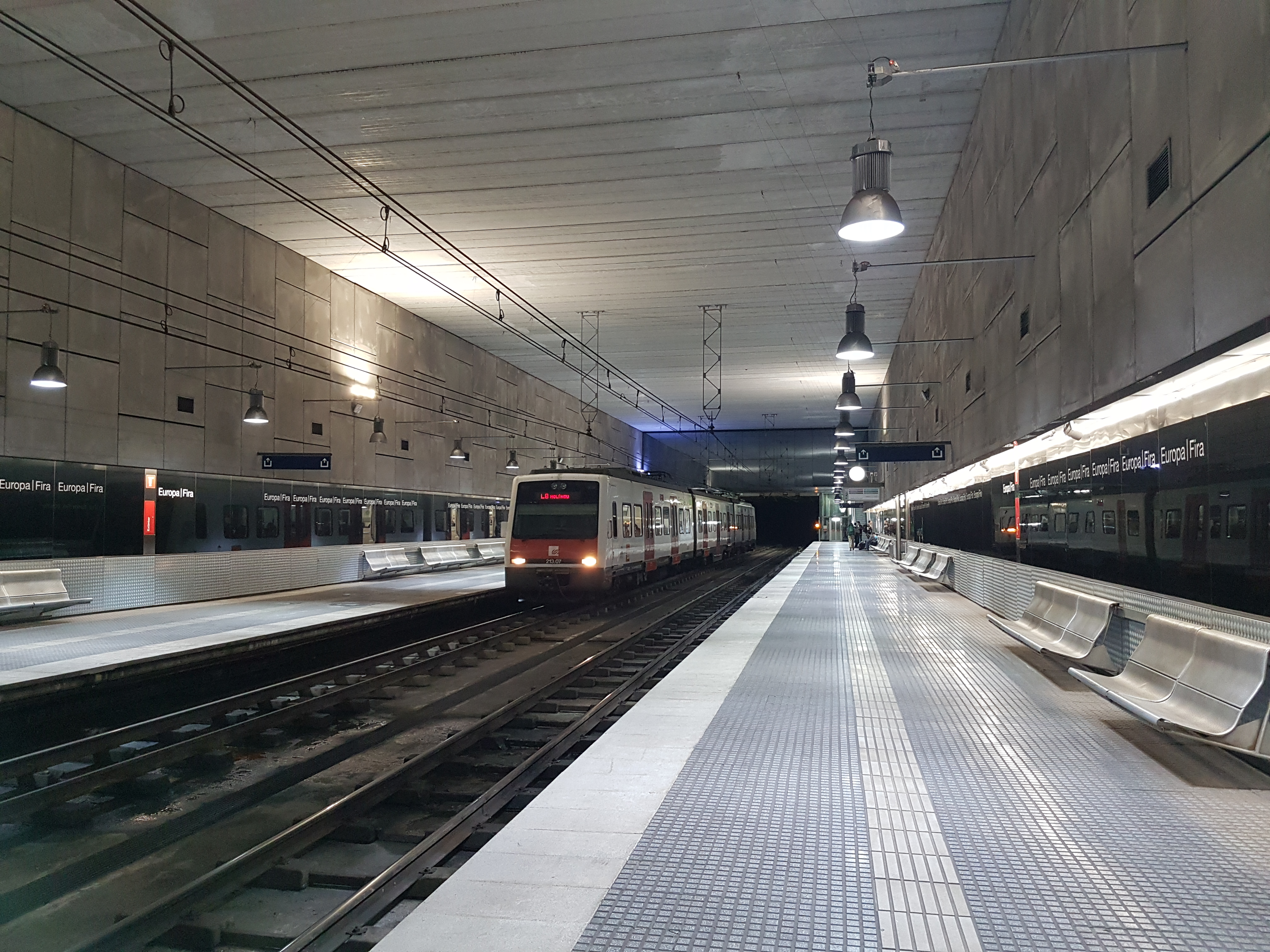
Servei de metro L8 destinació Molí Nou
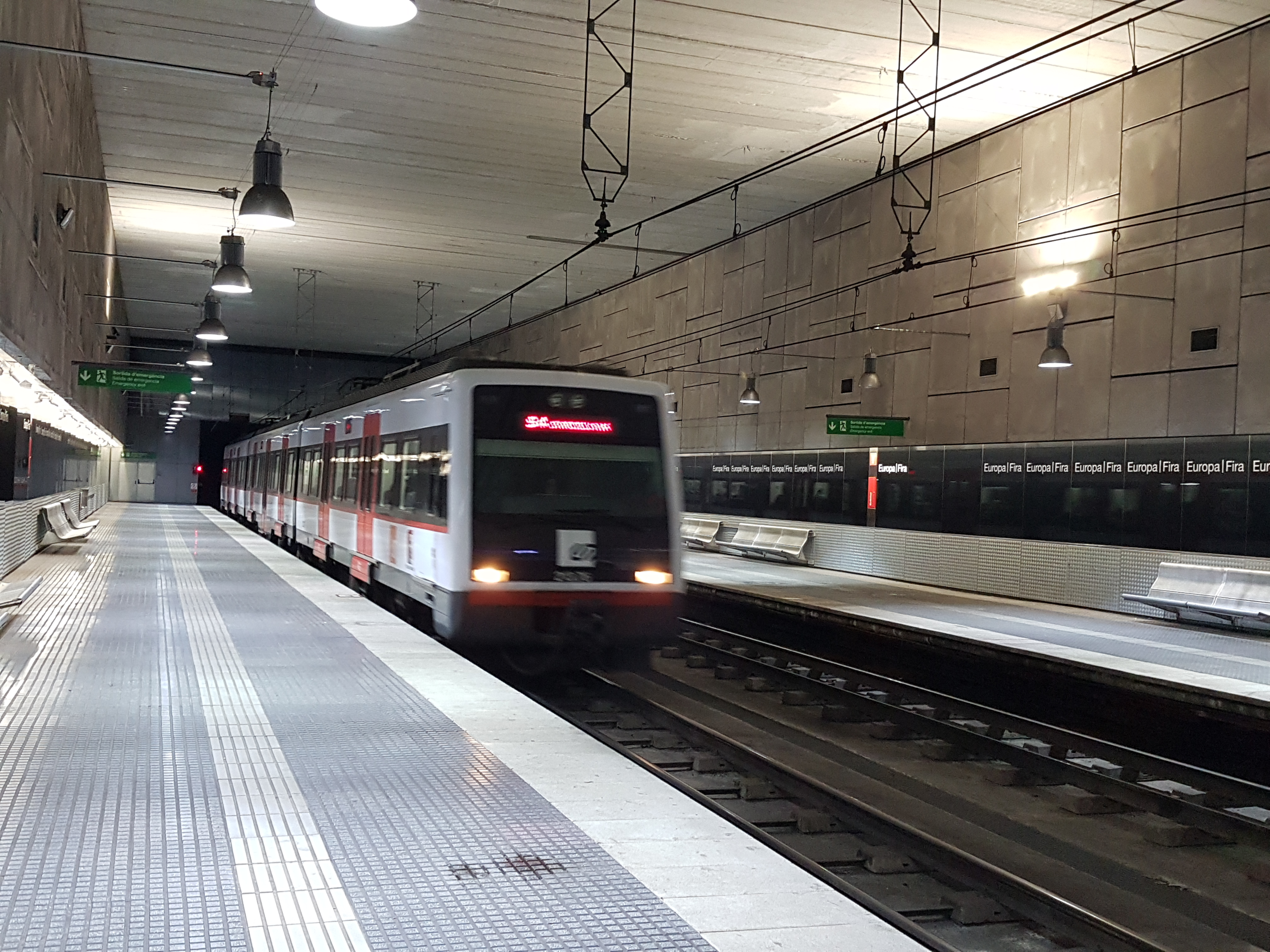
Servei suburbà S4 destinació Barcelona Plaça Espanya
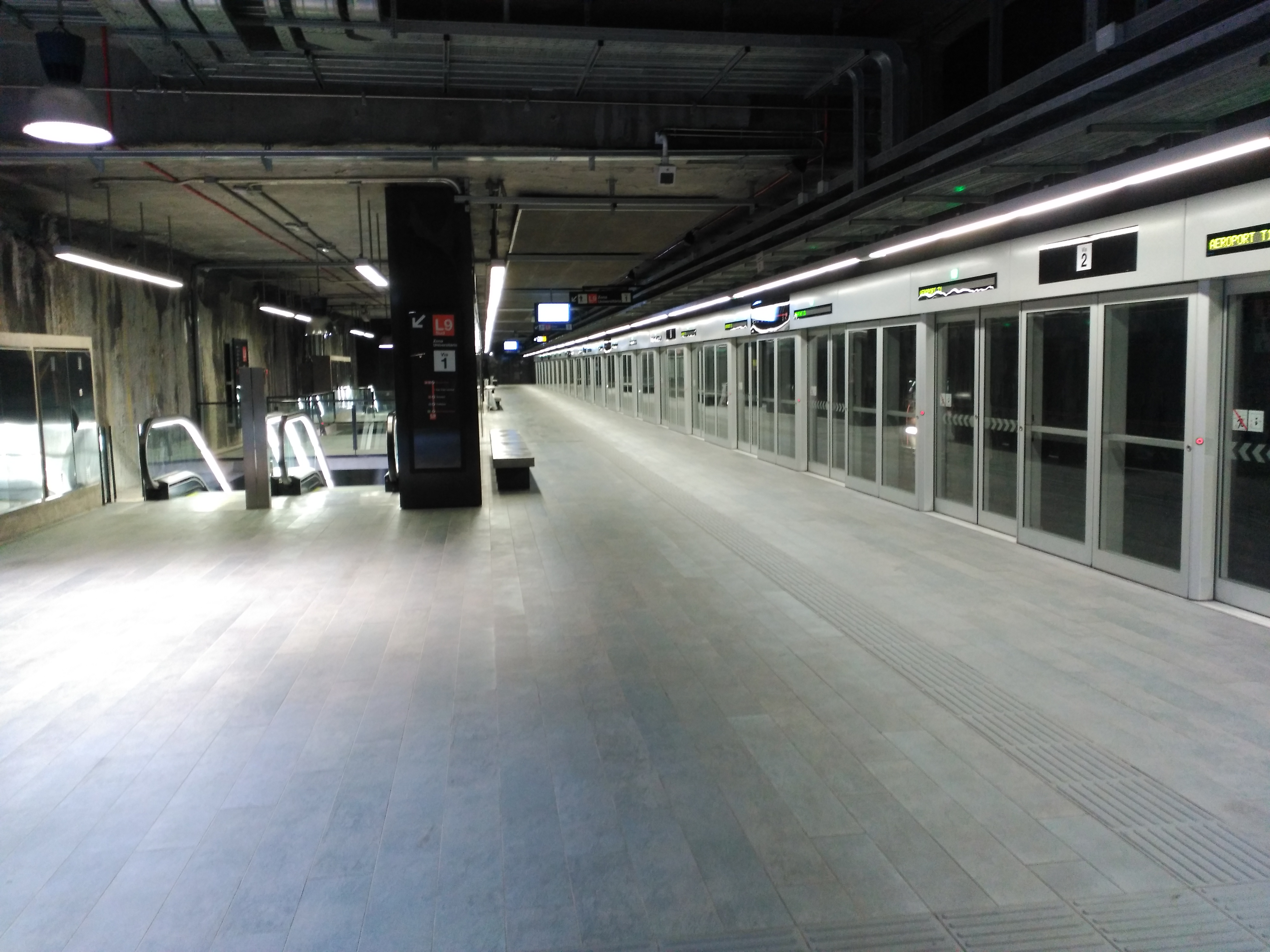
L'estació de metro L9 Sud

## Accessos
- Avinguda de la Granvia de l'Hospitalet

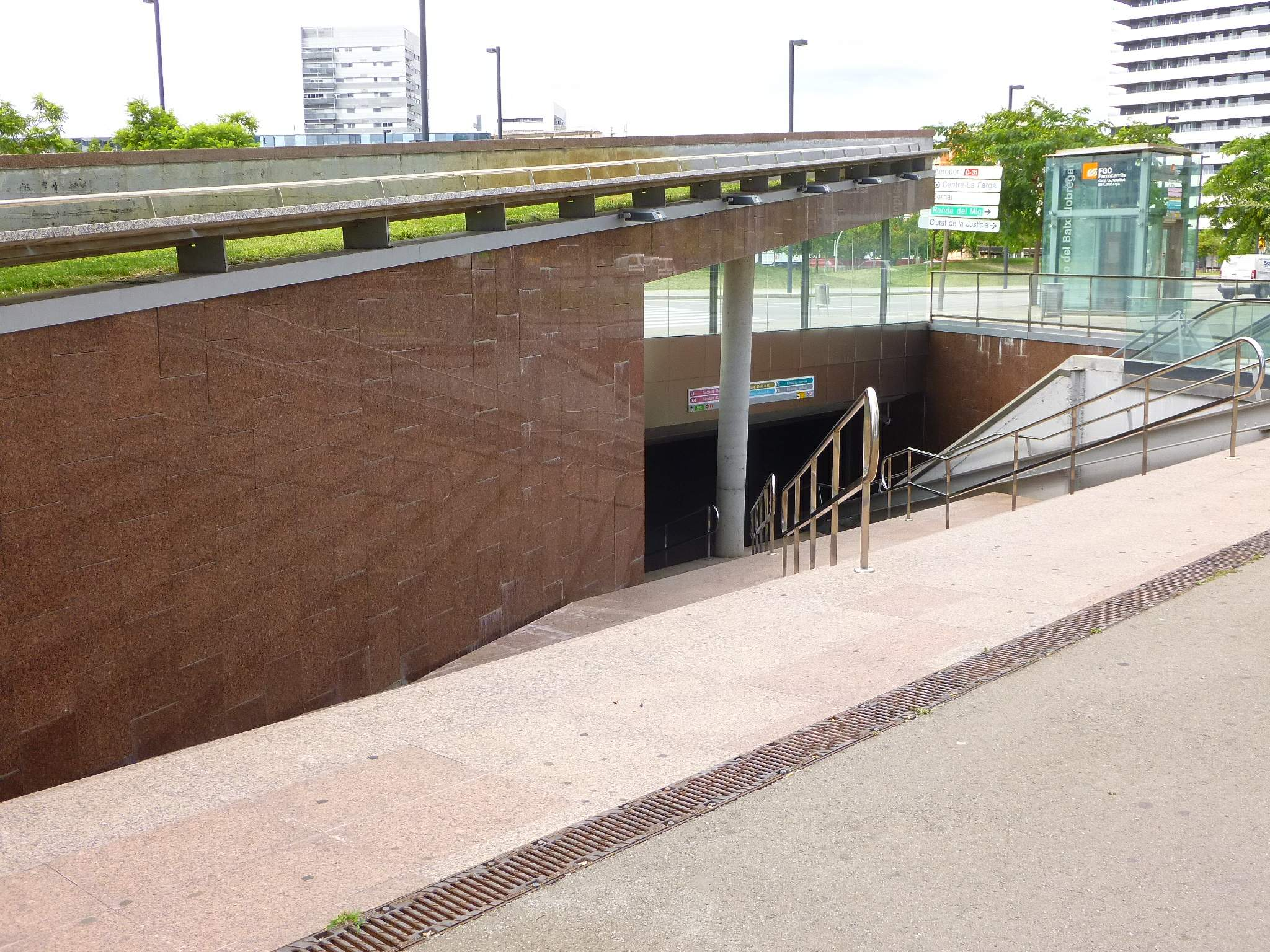
Accés a l'estació des de la Plaça Europa.
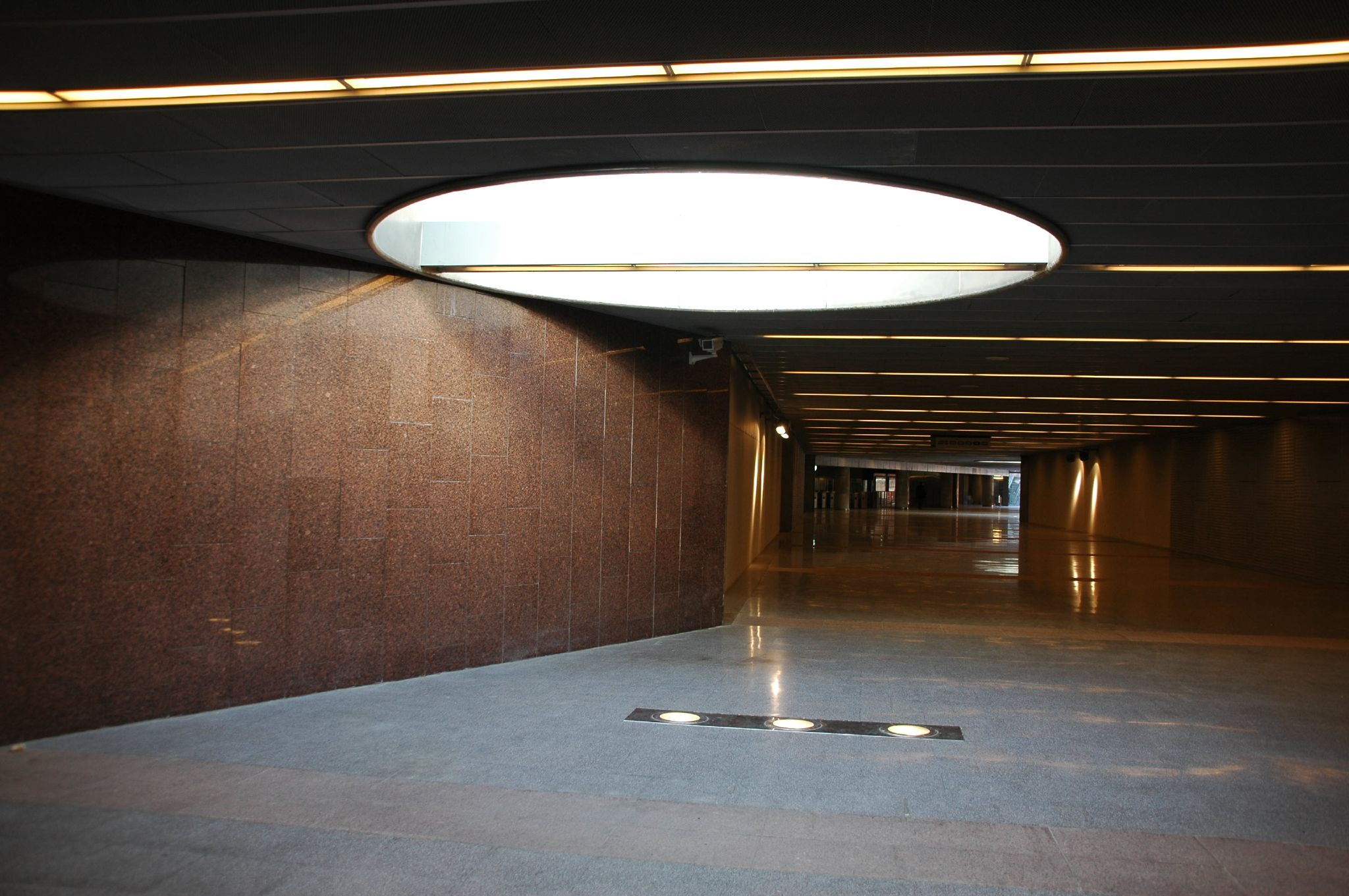
Vestíbul d'enllaç entre els serveis de la línia Llobregat-Anoia d'FGC i la línia L9 Sud de TMB.